# Andrei Tânc
Andrei Simion Tânc (sinh ngày 3 tháng 7 năm 1985) là một cầu thủ bóng đá người România thi đấu cho câu lạc bộ Liga II Luceafărul Oradea ở vị trí hậu vệ.

## Danh hiệu

### Câu lạc bộ
CFR Cluj
- Cúp bóng đá România: 2015–16